# تاكوتو اينو
تاكوتو اينو (باليابانية: 井上拓斗) هو لاعب كرة الريشة ياباني، ولد في 26 فبراير 1995 في غينكاي ‏ في اليابان.

## وصلات خارجية
- تاكوتو اينو على موقع BWF.tournamentsoftware.com (الإنجليزية)
- تاكوتو اينو على موقع BWFbadminton.com (الإنجليزية)